# 里克·桑托勒姆
理查德·約翰·“里克”·桑托勒姆（英語：Richard John "Rick" Santorum，1958年5月10日—），美國政治人物，共和党人。

## 簡歷
他是美国一名来自宾夕法尼亚州的共和党前参议员。他在社会和财政方面都被认为是保守派，包括強烈反對同性婚姻和墮胎。他参加了2012年美國總統選舉的美國共和黨總統初選，但最終退選。